# ピレニアン・ポインター

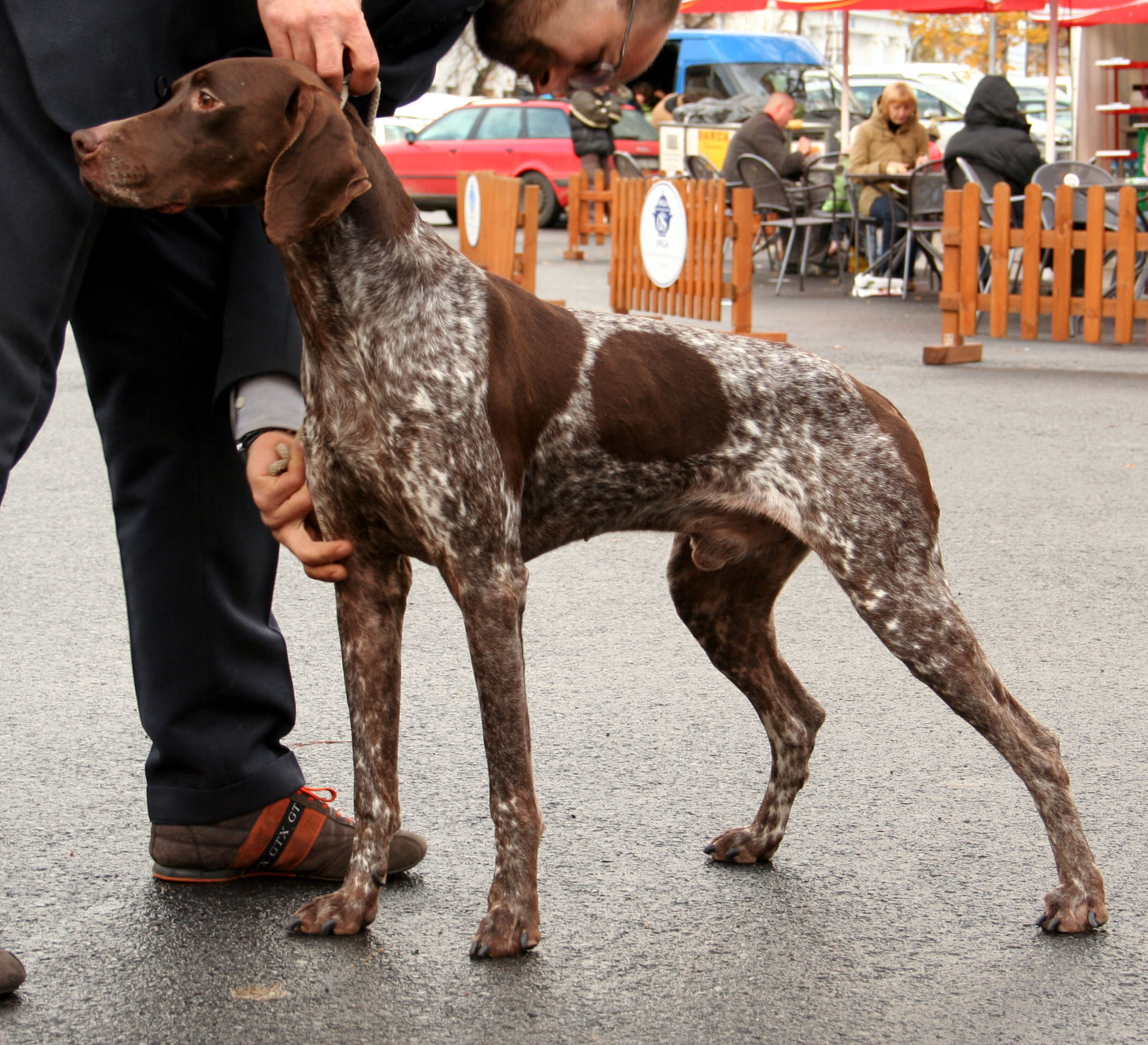
ピレニアン・ポインター

ピレニアン・ポインター（英：Pyrenean Pointer）は、フランスのピレネー山脈原産のポインター犬種のひとつである。別名はスモール・フレンチ・ポインター（英：Small French Pointer）、ブラク・フランセ・ピレネー（英：Braque Français Pyrénées）、ブラク・フランセ・ドゥ・プティト・タイユ（英：Braque Français de Petite Taille）など。

## 歴史
ガスコーニュ・ポインターと同じ先祖から分かれて進化した兄弟種である。こちらはピレネー山脈やその周辺地域で猟をするのに都合がよいよう、小柄で俊足な犬に改良されて出来た犬種である。尚、誕生した時期はガスコーニュ・ポインターと同時期である。
本種も主にポインターとして使われていた。嗅覚で獲物を捜索し、発見するとポインティングを行って主人に獲物のありかを教える。それをもとに猟銃で鳥やノウサギを撃ち落し、落ちてきた獲物を回収し主人の下へ運ぶのも大切な役割である。ピレニアン・ポインターが獲物の臭いを追跡するときは他の多くの犬種とは異なり、鼻を空中に突き上げ、頭を上げて浮遊臭を追跡する。この追跡方法のことを「ヘッド・アップ」といい、数犬種にしか見られない変わった臭いの追跡方法である。尚、ポインターとして獲物を発見する他、稀にノウサギをセントハント（嗅覚猟）するのにも用いられることがある。
本種も19世紀後半になると輸入されたイングリッシュ・ポインターの人気におされ、需要が失われ絶滅の危機に陥った。しかし、フランス国内産の犬種を愛好する団体により生き残っている純血の犬の捜索が行われ、純血の犬が発見された。これを元に手厚い保護と繁殖が行われ、本種も兄弟種ガスコーニュとともに何とか絶滅の危機を回避することが出来た。
現在FCIにも公認され、少しずつ頭数を増やしてきているが、まだフランス国外ではめったに飼育されていない希少な犬種である。今日も多くが猟犬として使われているが、ペットやショードッグとしても飼育が行われている。
尚、かつてガスコーニュとピレニアンはタイプ違いの同一種であると考えられていたが、先祖は共通でも多くの点で違いがあるため、別種であることが国際的に認められている。このため、FCIの登録番号は異なっており、「タイプ」「タイユ」という呼び名は基本的に廃止されている。

## 特徴
ガスコーニュと比べるとこちらのほうが小柄で細身、上唇のたるみが少なく、走るのが速い。そのぶん力はそれより弱めである。引き締まった体つきをしていて脚が長く、すらりとした風貌を持つ。マズルと首もガスコーニュより細めである。耳は垂れ耳、尾は飾り毛のない垂れ尾だが、3分の1ほどの長さに断尾することもある。コートはスムースコートで、毛色はブラウン・ローンを地として、それにブラウンやレバーの斑が入ったものなど。体高47〜50cm、体重20〜32kgの中型犬で、性格は従順で愛情深く繊細である。主人家族とは深い絆を結ぶが、ややシャイな一面もあり初対面の人や犬に対しては慎重に振舞う。狩猟本能が旺盛なので、自宅で飼育されている小鳥や小動物に対しては見境がなくなることがある。繊細なのでしつけはしかるよりもほめながら行うことで行う必要がある。しつけの飲み込み自体はよく、状況判断力も高いため、しつけは比較的入れやすいほうの犬種であるといわれている。家庭犬としてよく適した気質の持ち主だが、運動量は非常に多く、沢山の運動を必要とする。かかりやすい病気は運動のし過ぎなどでおこる関節疾患などがある。